# Sergueï Protopopov
Pour les articles homonymes, voir Protopopov.
Sergueï Vladimirovitch Protopopov (en russe Сергей Владимирович Протопопов), né le 2 avril 1893 à Moscou – mort le 14 décembre 1954 dans la même ville, est un compositeur russe. Il fait partie des compositeurs futuristes.